# Левука

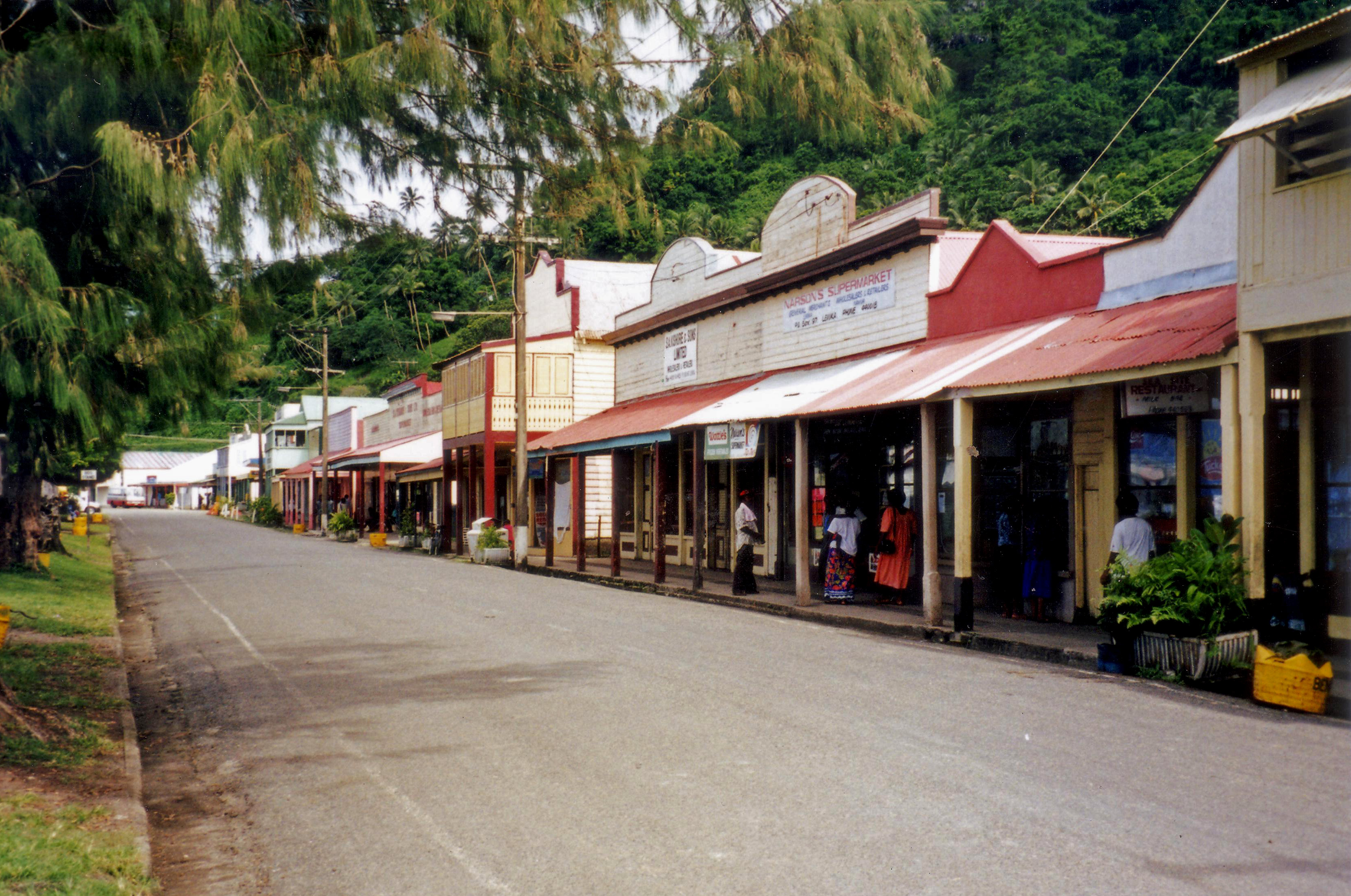

Левука — місто на східному узбережжі фіджійського острова Овалау, що входить до складу провінції Ломаївіті Східного округу Фіджі. У минулому місто було столицею Фіджі.
Місто було засноване європейськими переселенцями в 1820 році, і на довгий час стало важливим торговим постом в Океанії. За даними перепису 2007 року, місто має населення 1131 чоловік (плюс 3266, які проживають в приміських областях, за даними Бюро статистики) - близько половини з 8360 жителів островів Овалау. Це економічний центр і найбільший з 24 населених пунктів на острові. Левука і острів Овалау протягом десятиліть розглядалися ЮНЕСКО на предмет включення в список об'єктів Світової спадщини і в підсумку були включені туди у червні 2013 року.